# Läsikow

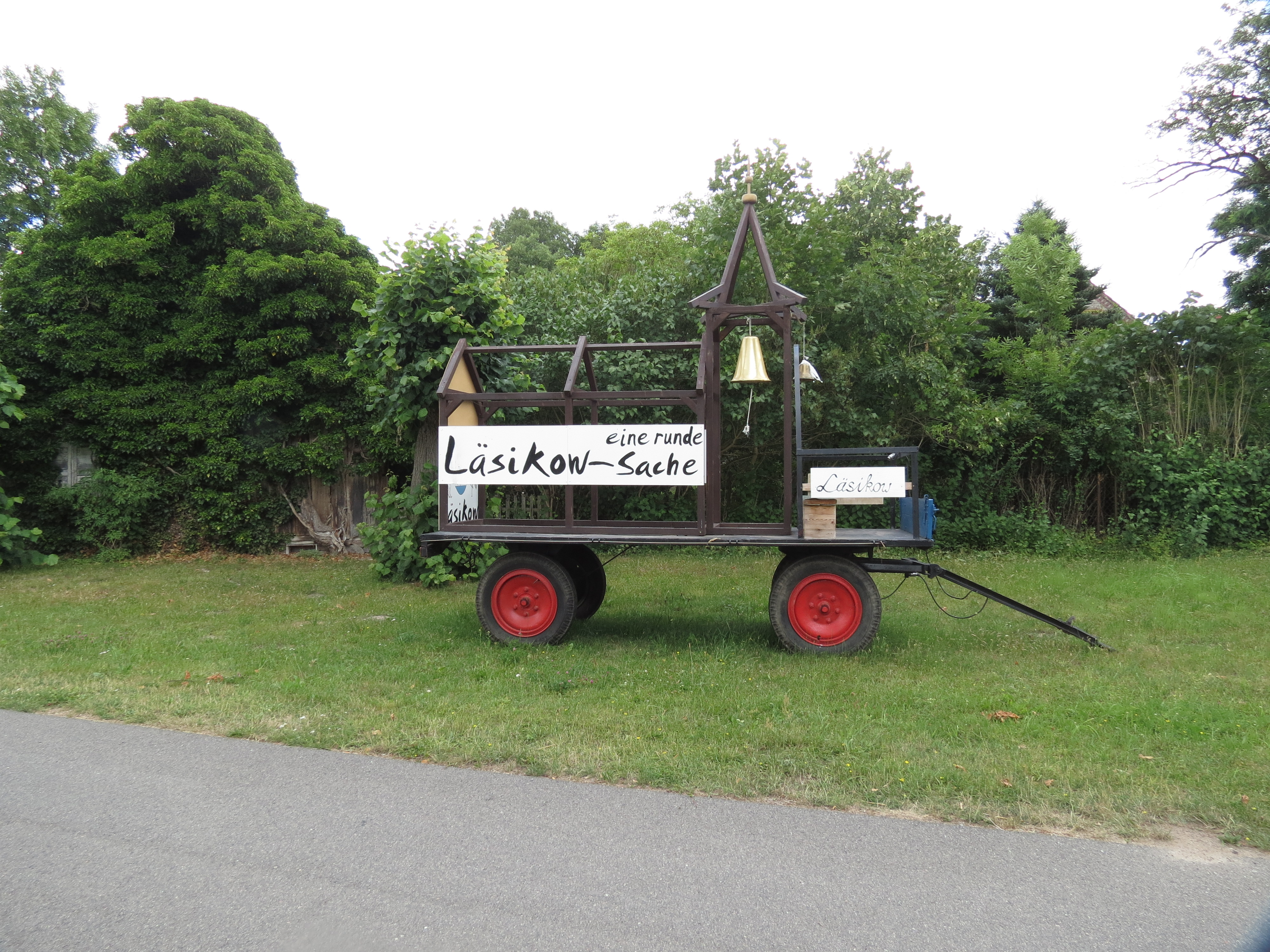
Im Rundling Läsikow

Läsikow ist ein Ortsteil der Gemeinde Wusterhausen/Dosse im Landkreis Ostprignitz-Ruppin (Brandenburg). Läsikow wurde schon 1954 nach Nackel eingemeindet und war danach Ortsteil. 2001 wurde Nackel nach Wusterhausen/Dosse eingemeindet; Läsikow wurde nun Ortsteil von Wusterhausen/Dosse.

## Geographie
Die Gemarkung von Läsikow wurde nach der Eingemeindung von Läsikow nach Nackel mit der Gemarkung Nackel vereinigt. Die Fluren 154 und 15 der Gemarkung Nackel entsprechen der früheren Gemarkung von Läsikow. Die frühere Gemarkung Läsikow grenzte im Norden an die Gemarkung von Nackel und die Gemarkung von Rohrlack, im Osten an die Gemarkung von Vichel, im Süden, Westen und Nordwesten an Nackel. Die Kirche liegt etwa in der Mitte des Rundlings auf etwa 36 m ü. NHN. Die L 166 führt von Nackel nach Vichel nördlich am eigentlichen Rundling vorbei.
Tiefster Punkt ist das Nackeler Luch mit etwa 29 m ü. NHN. Der höchste Punkt der früheren Gemarkung liegt in der nordöstlichen Ecke bei etwa 50 m ü. NHN. Die frühere Gemarkung wird fast komplett landwirtschaftlich genutzt. Lediglich ein sehr kleines Wäldchen befindet sich südlich des Ortskerns; dort ist auch ein sehr kleiner Teich. Das Nackeler Luch ist von zahlreichen Entwässerungsgräben durchzogen.

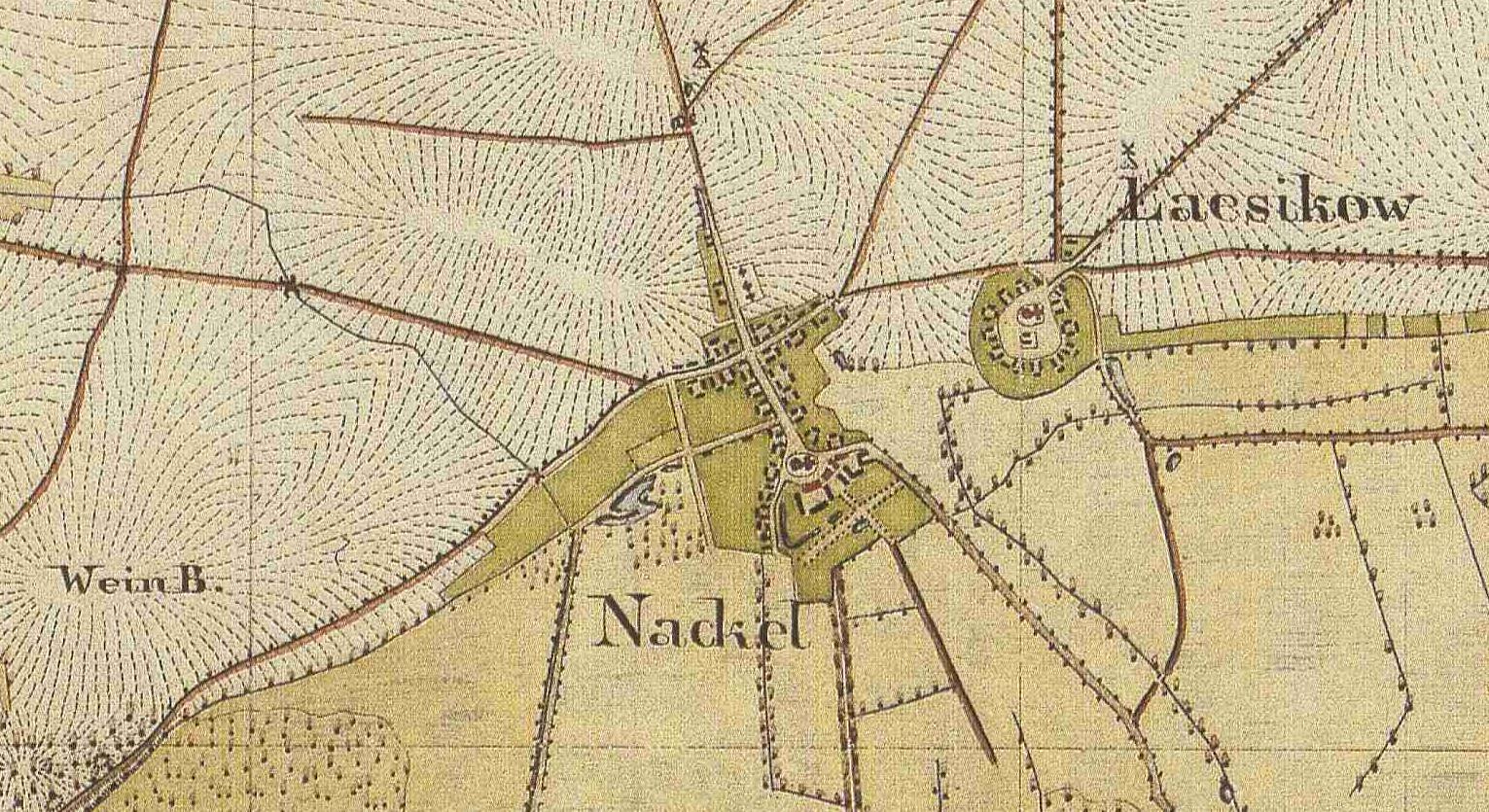
Nackel und Läsikow auf dem Urmesstischblatt 3141 Wildberg von 1825

## Geschichte
Der Ort ist erstmals im Landbuch der Herrschaft Ruppin von 1491 erwähnt. Es gehörte damals schon überwiegend der Stadt Wusterhausen. Der Name leitet sich von einer altpolabischen Grundform *Lěskov- ab, was als Ort, wo es Haselsträucher gibt zu deuten ist.
Läsikow ist von der Dorfstruktur ein Runddorf, dessen ursprüngliche Form noch gut erhalten ist. Der einzige Eingang befindet sich am Nordende. Nach dem heutigen Stand der Forschung gilt das Runddorf (oder der Rundling) nicht mehr als typisch slawische Dorfform, sondern ist eine Plansiedlung der frühen deutschen Ostsiedlung. Rundlinge entstanden in überwiegend slawisch besiedelten Gebieten mit deutscher Oberschicht, meist noch vor dem größeren Zustrom von deutschen Siedlern, die dann vor allem Anger- und Straßendörfer anlegten.
Nach dem Heimfall der Herrschaft Ruppin an den brandenburgischen Markgrafen 1524 empfingen die Vasallen nun ihre Belehnung von Kurfürst Joachim. Unter Burgerlehn wird aufgeführt: Der Rath zu Wusterhaws hat entpfangen das hochste und sideste gericht und das schulzenampt daselbst, das dorff und die feltmark Lesekow mit allem richte, hochste und nyderste gerichten, strassenrecht, Schulzenampt, dinst, zehnt, Rochhunern, wassern, wyden, holzungen unnd grenzen, darzu die Kempische moll mit allem rechte, unnd daruff Iren briff entpfangen.
1571 wird Lesickow in der Gesamtbelehnung der von Kröcher erwähnt.
| Bauer/Kossät            | Anzahl Hufen                                                                                 | Abgaben/Rechte | Nutznießer                                                            |
| ----------------------- | -------------------------------------------------------------------------------------------- | --- | --------------------------------------------------------------------- |
| der Schulze             | - (Hufenzahl nicht genannt, vermutlich eine Hufe nach der Abgabenhöhe), 2 Wiesen von 4 Fuder | 14 Scheffel Roggen, 14 Scheffel Gerste, 1 Scheffel Weizen, 3 Scheffel Hafer, 6 Schillinge minus 4 Pfennige               | Nutznießer nicht genannt (vermutlich der Rat von Wusterhausen) Ruppin |
| Peter Bukke             | 1 Hufe, 3 Wiesen                                                                             | 14 Scheffel Roggen, 14 Scheffel Gerste, 6 Scheffel Hafer, 2 Scheffel Weizen, 11 Schillinge minus 4 Pfennige, alle Rechte | Rat von Wusterhausen                                                  |
| Fabian Ebel             | 1½ Hufen, 2 Wiesen                                                                           | 21 Scheffel Roggen, 21 Scheffel Gerste, 3 Scheffel Weizen, 9 Scheffel Hafer, 16 Schillinge                               | nicht genannt (vermutlich Rat der Stadt Wusterhausen)                 |
| Hans Jacob              | 1 Hufe, 2 Wiesen                                                                             | 14 Scheffel Roggen, 14 Scheffel Gerste, 2 Scheffel Weizen, 6 Scheffel Hafer, 11 Schillinge minus 4 Pfennige,             | nicht genannt (vermutlich Rat der Stadt Wusterhausen)                 |
| Claus Jacob             | 1½ Hufen, 2 Wiesen                                                                           | 21 Scheffel Roggen, 21 Scheffel Gerste, 9 Scheffel Hafer, 3 Scheffel Weizen, 16 Schillinge                               | nicht genannt (vermutlich Rat der Stadt)                              |
| Mattis Gadecke          | 1 Hufe, 2 Wiesen                                                                             | 14 Scheffel Roggen, 14 Scheffel Gerste, 2 Scheffel Weizen, 6 Scheffel Hafer, 11 Schillinge minus 4 Pfennige              | nicht genannt (vermutlich Rat der Stadt)                              |
| Pawel Diuekuth          | 1 Hufe, 2 Wiesen                                                                             | 14 Scheffel Roggen, 14 Scheffel Gerste, 2 Scheffel Weizen, 6 Scheffel Hafer, 11 Schillinge minus 4 Pfennige              | nicht genannt (vermutlich Rat der Stadt)                              |
| Hans Kruger der Jüngere | 1 Hufe                                                                                       | ½ Wispel Roggen, 2 Scheffel Gerste, ein Scheffel Weizen, 2 Schillinge, 6 Scheffel Hafer                                  | Herr Jürgen Szineken                                                  |
| dito                    | 2 Wiesen                                                                                     | ½ Wispel Gerste, 2 Scheffel Roggen, 1 Scheffel Weizen, 9 Schillinge minus 4 Pfennige, Dienst, Rauchhuhn                  | Rat der Stadt Wusterhausen                                            |
| Clawes Kletzke          | 1 Hufe                                                                                       | 14 Scheffel Roggen, 14 Scheffel Gerste, 2 Scheffel Weizen, 6 Scheffel Hafer, 7 Schillinge minus 4 Pfennige               | Rat der Stadt Wusterhausen                                            |
| dito                    | dito                                                                                         | 4 Schillinge | Henning von Gühlen in Barsikow                                        |
| Tidemanschen            | 1 Kossät                                                                                     | 5 Hühner, Rauchhuhn | nicht genannt                                                         |
| Peter Ribbe             | 1 Hufe                                                                                       | 14 Scheffel Roggen, 14 Scheffel Gerste, 2 Scheffel Weizen, 6 Scheffel Hafer, 11 Schillinge minus 4 Pfennige              | Rat der Stadt Wusterhausen                                            |
| Ydel Rule               | ½ Hufe                                                                                       | 7 Scheffel Roggen, | Gotteshaus in Läsikow                                                 |
| dito                    | dito                                                                                         | 7 Scheffel Gerste, 3 Scheffel Hafer, 1 Scheffel Weizen, 1 Schilling                                                      | Henning von Gühlen                                                    |
| Domes Ladewig           | 1 Hufe, 2 Wiesen                                                                             | 14 Scheffel Roggen, 14 Scheffel Gerste, 2 Scheffel Weizen, 6 Scheffel Hafer, 11 Schillinge minus 4 Pfennige              | Rat der Stadt Wusterhausen                                            |
| Peter Brand             | 1 Hufe, 2 Wiesen                                                                             | 14 Scheffel Roggen, 14 Scheffel Gerste, 2 Scheffel Weizen, 6 Scheffel Hafer, 11 Schillinge minus 4 Pfennige              | Rat der Stadt Wusterhausen                                            |
| Hans Brandt der Junge   | 1 Hufe, 2 Wiesen                                                                             | 14 Scheffel Roggen, 14 Scheffel Gerste, 2 Scheffel Weizen, 6 Scheffel Hafer, 11 Schillinge minus 4 Pfennige              | Rat der Stadt Wusterhausen                                            |
| Kersten Driplattz       | 1 Hufe, 2 Wiesen                                                                             | 14 Scheffel Roggen, 14 Scheffel Gerste, 2 Scheffel Weizen, 6 Scheffel Hafer, 11 Schillinge minus 4 Pfennige              | Rat der Stadt Wusterhausen                                            |
| Donnges Ribbe           | 1½ Hufen, 3 Wiesen                                                                           | 21 Scheffel Roggen, 21 Scheffel Gerste, 9 Scheffel Hafer, 3 Scheffel Weizen, 16 Schillinge                               | Rat der Stadt Wusterhausen                                            |
| Hans Kruger             | 1½ Hufen, 3 Wiesen                                                                           | 21 Scheffel Roggen, 21 Scheffel Gerste, 9 Scheffel Hafer, 3 Scheffel Weizen, 16 Schillinge                               | Rat der Stadt Wusterhausen                                            |
| 17 Bauern, 1 Kossät     | 18½ Hufen (4 Andertalbhüfner, 12 Einhüfner, 1 Halbhüfner)                                    | - | -                                                                     |

Das Dorf gehörte der Stadt Wusterhausen/Dosse bzw. der Kämmerei der Stadt. 1491 hatten noch das Gotteshaus in Läsikow, ein Pfarrer namens Jürgen Szineken und Henning von Gühlen von Barsikow geringe Einkünfte aus dem Dorf. Insgesamt wohnten 17 Bauern im Dorf, ein Halbhüfner, zwölf Einhüfner und vier Anderthalbhüfner, sowie ein Kossät.
1525 gehörte Läsikow ganz der Stadt Wusterhausen mit obersten und niedersten Gerichten, mit allen gnaden und gerechtigkeiten. Von den Abgaben an den Pfarrer Szineken, an das Gotteshaus in Läsikow und die geringen Getreide- und Geldabgaben an Henning von Gühlen ist nicht mehr die Rede. Dafür hatten die Schöffen zu Wusterhausen eine Kornpacht in Höhe von 1½ Wispel (Roggen?) von der Herrschaft in Ruppin als Erblehen. Ein Jahr zuvor hatte Kurfürst Joachim I. den Schöffen der Stadt Wusterhausen diese Getreidepächte bestätigt (und Getreidepächte in Garz und Wildberg). Die Läsikower mussten außerdem zum Schloss Ruppin eine Wiese im Herrenluch zu Vichel mähen, das Heu machen und einbringen. Außerdem musste das Dorf 3 Pfund Holzgeld auf Invocavit (1. Sonntag der Fastenzeit) bezahlen.
Bis 1617 müssen zumindest Teile der Abgaben oder Rechte an die von Kröcher zu Dreetz gekommen sein, denn am 11. August 1617 verpfändeten die von Kröcher Güter in Dreetz, Nackel und Läsikow für 3000 Gulden an David von Lüderitz zu Nackel.
1629 musste der Rat der Stadt Wusterhausen/Dosse einen Bauern mit sämtlichen Rechten und Abgaben an Clemens Mandenberg, Prediger zu Nackel, auf Wiederkauf verpfänden. Von diesem kam das Pfand an die Brüder Clemens Friedrich Knackrügge, Ratsherr und Kämmerer zu Gardelegen und Benedikt Knackrügge, kurfürstlicher Ziesemeister zu Wusterhausen/Dosse. 1652 saß auf diesem Hof Joachim Spiegelhagen. 1686 erwarb die Domkirche in Cölln zunächst das Obereigentum an diesem Bauern, und 1697 verkauften die Brüder Knackrügge schließlich die Dienste und Abgaben dieses Bauern, die Gerichte über den Bauern und seine Familie und eine im Falle der Verheiratung eines Sohnes oder Tochters des Bauern die fällige Abgabe von 2 Talern oder einer Tonne ruppinischen Bieres an Johann Georg Anwandter, Verwalter der Domkirche in Cölln. 1687 hatte Andreas Spielhagen den Hof des verstorbenen Vaters Joachim in Läsikow übernommen. Ihm folgte sein Sohn Joachim Spielhagen als Dombauer nach. 1746 wurde ein neues Hofgebäude für den Dombauern Andreas Spiegelhagen bzw. für dessen Sohn Joachim Spiegelhagen errichtet. Die Eigentumsverteilung und Reallastenablösung des Lassbauern (Dombauern) Joachim Christian Spielhagen in Läsikow wurde erst 1857 geregelt, deutlich später als bei den anderen Bauern der Gemeinde.
Zwischen 1837 und 1842 wurden in Läsikow die gutsherrlichen Verhältnisse gegenüber der Stadt Wusterhausen aufgehoben, die Dienste abgelöst und die Separation der Felder durchgeführt.

## Ortsgeschichte
Nach dem Landregister von 1491 wohnten in Läsikow 17 Bauern, davon der Schulze und ein Kossäte. 1540 sind neben 16 Bauern und dem Schulzen zwei Kossäten, ein Kuhhirt und ein Schäfer in Läsikow ansässig. 1624 wohnten 16 Bauern im Ort; außerdem werden genannt, drei Kossäten und drei Paar Hausleute. Die Feldmark umfasste 19½ Hufen und eine halbe Kirchenhufe. Der Dreißigjährige Krieg scheint Läsikow nicht ganz so schlimm getroffen zu haben, wie manchen Nachbarort. 16 bewirtschaftete Bauernhöfe gab es im Ort, nur ein Bauernhof war wüst. Außerdem wohnten drei Kossäten im Ort. Schulze war Heinrich Manitz. 1687 werden die Sozial- und Wirtschaftsverhältnisse wie folgt beschrieben: der Schulze mit einem Anderthalbhufenhof, ein weiterer Bauer mit einem Anderthalbhufenhof, ein Bauer hatte zu seinem Hof 1¼ Hufen, 11 Bauern bewirtschafteten je eine Hufe, zwei Kossäten je eine halbe Hufe und ein Kossäte eine Viertelhufe. Der Dorfschäfer war für die gesamte Hutung zuständig. Die Aussat betrug 16 Scheffel Wintersaat pro Hufe und 19 Scheffel Sommersaat pro Hufe. Die Böden waren sehr ertragreich und die Bauern ernteten bei Roggen das 6. Korn und bei Gerste sogar das 7. Korn. Die Weide war nur mittelmäßig und daher war auch die Viehzucht nur mittelmäßig. Die Wiesen waren allerdings mit 12 bis 15 Fuder Heu recht gut. Es gab kein Gehölz auf der Feldmark, das Brennholz musste gekauft werden. Auch (Schweine-)Mastung war nicht möglich. Die Läsikower hatten auch keine Fischerei. Für 1716 und 1749 sind weiterhin 16 Bauern, drei Kossäten und der Dorfschäfer nachgewiesen. Die 19½ Hufen zinsten 12 Groschen.
1798 16 Bauern, 2 Kossäten, ein Kirchenkäthner, 19½ Hufen. Aussaat 18 Scheffel Weizen, 14 Wispel 3 Scheffel Roggen, 14 Wispel 3 Scheffel Gerste, 1 Wispel 3 Scheffel Hafer, 3 Wispel 4 Scheffel Erbsen, 6 Wispel 4 Scheffel Kartoffeln, 1 Wispel 6 Scheffel Leinsamen. Der Viehbestand belief sich auf 132 Pferde, 222 Stück Rindvieh, 580 Schafe und 115 Schweine. Die Abgaben betrugen 253 Reichstaler 1 Groschen 11 Pfennige Kontribution, 111 Reichstaler 21 Groschen Kavalleriegeld und 6 Reichstaler 15 Groschen 6 Pfennige Metzkorngeld. Die 27 Feuerstellen (Wohnhäuser) waren mit 8.400 Reichstalern versichert. 1766 hatte der Ort 163 Einwohner, 1785 179 Einwohner und 1798 169 Einwohner.
1798 wurde der Kirchhof in Läsikow mit Maulbeerbäumen bepflanzt. 1803 wurde in Läsikow eine Schule errichtet. 1840 standen 31 Wohnhäuser in Läsikow. 1860 gab es fünf öffentliche Gebäude, 47 Wohngebäude und 65 Wirtschaftsgebäude, daruntewr auch eine Getreidemühle. Die Gemarkung umfasste 1860 2585 Morgen, davon 11 Morgen Gehöfte, 20 Morgen Gartenland, 990 Morgen Acker, 616 Morgen Wiese und 748 Morgen Weide.
Vergleichsweise sehr spät erhielt Läsikow auch einen eigenen Krug. Von 1878 datiert das Testament des früheren Krügers und Altsitzers Gottfried Füllgraf und seiner Ehefrau Charlotte geb. Jahn aus Läsikow. Die Aufstellung von 1891 gibt einen guten Überblick über die damalige Sozialstruktur: 14 Bauern (58 ha, 51 ha, 49 ha, 2 mal 35 ha, 2 mal 34 ha, 2 mal 32 ha, 31 ha, 2 mal 30 ha, 2 mal 29 ha), ein Rentier (24 ha), ein Kossät (12 ha), ein Hofstellenbesitzer (8 ha), vier Handelsleute (einer mit 5 ha, einer mit 1 ha), ein Schmied (2,5 ha), ein Müller (2 ha), zwei Büdner (einer mit 0,75 ha), ein Gastwirt (0,75 ha), zwei Milchkühler (1 mit 0,5 ha). die Bauern des Dorfes waren vergleichsweise recht wohlhabend. H. Görs gibt im Ruppiner Kreiskalende 1931 ein sehr informative Schilderung von einigen der örtlichen Bauern.
Die Windmühle stand am Feldweg, der am Eingang des Rundling nach Nordosten ab (existiert nicht mehr; Lage:, heute Garzer Weg). 1874 amtierte ein Schulze Beerbaum. Er war Ausschussmitglied des Kreises Ruppin.
1900 maß die Gemarkung nun in Hektaren, 646 Hektar.
In der Bodenreform von 1946 wurden nur 34,25 ha enteignet und an elf Neusiedler aufgeteilt. 1952 bildete sich ein Örtlicher Landwirtschaftsbetrieb (ÖLB) mit 1954 mit 15 Mitgliedern und 190 ha landwirtschaftlicher Nutzfläche. Er wurde in diesem Jahr an die LPG Typ III „1. Mai“ Nackel angeschlossen.
| Jahr      | 1766 | 1785 | 1800 | 1817 | 1840 | 1858 | 1875 | 1895 | 1910 | 1925 | 1939 | 1946 | 1950 |
| Einwohner | 163  | 179  | 181  | 193  | 214  | 236  | 224  | 216  | 186  | 182  | 162  | 295  | 260  |

Am 19. September 2016 wurde das Erntefest in Läsikow zusammen mit 525-Jahr-Feier der Ersterwähnung gefeiert.

## Kommunale Geschichte
Läsikow gehörte im ausgehenden Hochmittelalter zum Land Wusterhausen (fachsprachlich terra Wusterhausen oder auch Herrschaft Wusterhausen genannt). Das Land Wusterhausen war ursprünglich eine im Zuge des Wendenkreuzzuges von 1147 erworbene Herrschaft der Herren von Plotho. Sie kam später an die brandenburgischen Markgrafen und wurde zur Prignitz gerechnet. Um die Mitte des 14. Jahrhunderts kam sie an sie als Erblehen an die Grafen von Lindow und Herren von Ruppin. Sie verblieb beim Land Ruppin nach dem Aussterben der Herren von Ruppin und Heimfall an die brandenburgischen Markgrafen und Kurfürsten. Aus dem Land Ruppin bildete sich im 16./17. Jahrhundert der Ruppinsche Kreis der Mark Brandenburg  heraus. Der Ruppinsche Kreis ging bei der Kreisreform von 1816/17 mit nur geringen Gebietsänderungen in den Kreis Ruppin der Provinz Brandenburg. Mit der Bildung der Amtsbezirke in der Provinz Brandenburg 1874 wurde Läsikow dem Amtsbezirk 6 Nackel zugewiesen, zusammen mit Nackel, Segeletz und Wutzetz und den Vorwerken Damm I und II sowie Vorwerk Kosenstelle (später Am Rhinkanal genannt), heute Dreetz, Hauptstraße 34; Lage:().
Bei der Kreisreform von 1952 kam Läsikow zum Kreis Kyritz. 1954 wurde Läsikow nach Nackel eingemeindet und war danach Ortsteil von Nackel. 1992 bildete Nackel zusammen mit 13 anderen Gemeinden und der Stadt Wusterhausen/Dosse das Amt Wusterhausen. Der Kreis Kyritz wurde am 6. Dezember 1993 fast vollständig mit den Kreisen Neuruppin und Wittstock zum neuen Landkreis Ostprignitz-Ruppin zusammen gelegt. Die dem Amt Wusterhausen angehörenden Gemeinden wurden bis 2001 sukzessive in die neue Großgemeinde Wusterhausen/Dosse eingegliedert. Zum 1. Juli 2001 wurde das Amt Wusterhausen aufgelöst.
Mit der Eingemeindung von Nackel in die Gemeinde Wusterhausen/Dosse zum 1. Juli 2001 wurde Läsikow Ortsteil von Wusterhausen/Dosse, entgegen der üblichen Gewohnheit, Ortsteile eingemeindeter Kommunen auf Gemeindeteile ohne kommunale Vertretung abzuwerten. Der Ortsteil Läsikow wird vom Ortsvorsteher repräsentiert, der direkt gewählt wird. Ortsvorsteher (seit 2014) ist Burkhard Brandt.

## Kirchliche Geschichte
Läsikow war 1541 und 1900 Tochterkirche von Nackel. Die ursprüngliche, wohl im 14. Jahrhundert errichtete Dorfkirche deutet aber darauf hin, dass Läsikow einmal selbständige Pfarre war. Patron war seit dem Spätmittelalter der Rat der Stadt Wusterhausen/Dosse. 1541 standen dem Küster 14 Scheffel Roggen Scheffelkorn zu. Für das Einläuten einer Braut und einer Sechswöchnerin bekam er vier Pfennige. Für eine Beerdigung einen Groschen. Zu Ostern bekam er Ostereier, zu Weihnachten Würste, die er sich aber mit dem Pfarrer teilen musste.
Dem Gotteshaus gehörte eine halbe Hufe, die von einem Kossäten (dem heiligen Mann) bewirtschaftet wurde, dieser musste jährlich 18 Scheffel allerlei Korns dafür abliefern. Außerdem erhielt das Gotteshaus einen halben Wispel Korn von Baltzer Trinckhaus seinem Hof. In der Kirche war ein Kelch, ein Pacem und ein Viaticum mit silberner Büchse vorhanden. Außerdem waren 6 Bienenstöcke vorhanden, die zwei Jahre hintereinander Wachs erbrachten, im dritten Jahr aber nicht. Die Barschaft betrug 4 Schock. Angeblich hatte der Rat der Stadt Wusterhausen noch vor der Visitation 1541 eine silberne Monstranz aus der Kirche entnommen, ebenso 10 Taler (40 Taler?) aus der Kirchenkasse.

## Denkmale und Sehenswürdigkeiten
Die Denkmalliste des Landes Brandenburg verzeichnet für Läsikow nur ein Baudenkmal
- Nr. 09170620 Läsikower Ring, die Dorfkirche. Die auf einer künstlichen Erhöhung im Zentrum des Rundlings liegende Dorfkirche Läsikow wurde 1867 unter Beibehaltung der Ostteile einer gotischen Vorgängerkirche mit gerade geschlossenem Chor neu aufgebaut. Sie besitzt als Besonderheit noch drei mittelalterliche Glocken.[37][38]

## Söhne und Töchter der Gemeinde
- Helmut Röpnack (1884–1935), Fußballspieler

## Belege